# فينس فوستر
فينس فوستر (بالإنجليزية: Vince Foster)‏ هو محامي أمريكي، ولد في 15 يناير 1945 في هوب في الولايات المتحدة، وتوفي في 20 يوليو 1993 في مقاطعة فيرفاكس في الولايات المتحدة.

## وصلات خارجية
- فينس فوستر على موقع الموسوعة البريطانية (الإنجليزية)
- فينس فوستر على موقع إن إن دي بي (الإنجليزية)